# Боги Кози
Боги Кози (тадж. Боғи Қозӣ) — село (махалла) в Гафуровском районе Согдийской области Республики Таджикистан. Входит в состав джамоата (сельской общины) Ёва Гафуровского района.
Находится на расстоянии 12 км от райцентра (пгт. Гафуров) и 3 км до центра общины (с. Кучаи Калон).
Население — 2294 чел. (2017).